# 女の警察
『女の警察』（おんなのけいさつ）は、1969年2月8日に公開された日本映画である。製作・配給は日活。監督は江崎実生。主演は小林旭。

## 概要
ネオン警察シリーズの第1弾。
銀座のキャバレーやバーの保安部長を務める篝正秋が、不審な事故死を遂げた大学時代の友人がつかんだ新幹線がらみの汚職に挑む。
本作はGoogle Play、YouTube、Amazonビデオ、ビデオマーケットで有料配信されている。

## キャスト
- 篝正秋：小林旭
- 玖島千代子：十朱幸代
- 小金井蓉子：青江三奈
- 加藤汀三：小高雄二
- 福江美智子：太田雅子（梶芽衣子）
- 丹羽章子：牧紀子
- 長谷川雪絵：槙杏子
- 松田：藤竜也
- 詫摩周六：内田朝雄
- 大川作之助：加藤嘉
- 餅原：郷鍈治
- 宝部：富田仲次郎
- 小平：十朱久雄
- 佐本覚：内田稔
- 藤代：木浦佑三
- 田村：神田隆
- 帝国コンクリート社員：柳瀬志郎
- 神崎：杉江廣太郎（杉山弘太郎）
- 光村：木島一郎
- 工藤：加原武門
- クラブ「A」のマネージャー：八代康二（八代康次）
- 事故現場の警官：黒田剛
- 岡山観光ホテルのフロント係：小柴尋詩
- 「コスモス」のピアノ奏者：黒木佑
- マッサージ師：秋とも子
- 森みどり：森みどり
- マッサージ師：佐藤サト子
- 西原泰江
- 「コスモス」のホステス：瞳美沙
- 工藤の秘書：高樹蓉子
- 医者：野村隆
- 荒井岩衛
- 「コスモス」の従業員：園田健夫
- 玖島太郎：熱海弘到
- 刺青：河野弘

## スタッフ
- 監督：江崎実生
- 脚本：中西隆三
- 企画：増田彌寿郎
- 原作：梶山季之（新潮社版）
- 音楽：佐藤允彦

## 主題歌
「酒場人形」
作詞：山口洋子 / 作曲：猪俣公章 / 歌：青江三奈

## 同時上映
- 夜の最前線 女狩り